# Georges Bizet
Georges Bizet (París, 25 d'octubre de 1838 - Bougival, 3 de juny de 1875) fou un compositor francès.
Molt exigent amb si mateix, la seva producció és relativament escassa i compta amb moltes obres inacabades i retirades pel mateix compositor i només recuperades pòstumament, com és el cas de la Simfonia en do major (1855).

## Biografia
El seu nom verdader era Alexandre Cesar Leopold Bizet. Va néixer dins una família de músics a Bougival, prop de París. El seu pare, professor de cant, li va ensenyar els primers fonaments de la música; a quatre anys, Bizet ja executava exercicis d'allò més difícils i a nou anys va començar a estudiar al Conservatori de París, on va tenir com a professor de composició a Jacques Halevy i a Anton-François Marmontel com a professor de piano. També va destacar com a alumne de Gounod. L'any 1852 va obtenir un premi de piano com a compensació per a les seves brillants execucions i l'any 1854 va obtenir un premi d'orgue a la classe de François. A disset anys va compondre el seu primer èxit, la Simfonia en do major, on es començaven a entreveure les característiques de la seva música.
El 1857, va guanyar el prestigiós Premi de Roma de composició amb la cantata Clovis et Clotilde. Gràcies a això, va prosseguir la formació a Itàlia durant dos anys, país on va trobar un terreny fèrtil per a cultivar les seves grans aficions artístiques i literàries. La seva òpera Don Procopio data d'aquella època.
Al seu retorn a França, va compondre les òperes Les Pêcheurs de perles (Els pescadors de perles) (1863) La Jolie Fille de Perth (La bella noia de Perth) (1867), ambdues acollides amb fredor pel públic. No van córrer millor sort les dues obres que més han contribuït a la fama del compositor: la música d'escena per al drama L'Arlésienne (L'arlesiana) (1872), d'Alphonse Daudet, i sobretot la considerada obra mestra del teatre líric, Carmen (1875), la controvertida estrena de la qual es diu que va precipitar la mort del compositor que morí a Bougival el 3 de juny de 1875, d'un càncer de gola. El seu estil operístic va influir molt en el compositor anglès Isidore de Lara.
Carmen és considerada la seva obra més important i la culminació del seu desenvolupament artístic. Tot i que el seu èxit no va ser immediat i Bizet va patir moltíssim a causa de la mala acollida entre el públic, amb el pas del temps s'ha convertit en una de les seves òperes més famoses i conegudes, com també de la història de l'òpera. Carmen va ser composta sobre un llibret d'una novel·la de Prosper Mérimée. És una obra amb una orquestració cuidada i d'una gran força dramàtica. Relata l'aventura amorosa entre la gitana Carmen i el jove soldat José que acaba amb la total degradació del soldat, la passió del qual el porta a matar a Carmen. La música de Carmen també ha estat utilitzada en la dansa; per exemple, per a una adaptació per a ballet a càrrec del compositor rus Rodion Shchedrin.
Bizet va morir la nit de la representació número trenta de Carmen. Poc abans havia destruït la major part dels seus manuscrits, que dubtava en entregar a algun editor, i que incloïen l'esbós de Don Rodrigo, que havia de ser presentat l'any següent a la Sala Favart.
L'estil de Bizet va influir en l'escola realista (verisme) de finals del segle xix. Altres composicions destacades són la Simfonia en do major (1855) composta amb 17 anys; la suite simfònica Roma (1866-1868); música per a l'obra de teatre L'arlesiana (1872), de l'escriptor francès Alphonse Daudet; l'obertura dramàtica Patrie (1873) i obres per a piano i veu. Una altra característica pròpia és l'exotisme, un dels vessants aventurers de l'esperit romàntic. L'acció de diverses de les seves òperes, com per exemple Els pescadors de perles, La bella noia de Perth i Djamileh, se situa lluny de França.

## Llegat
Després de la mort de Bizet, molts dels seus manuscrits es van perdre; algunes obres van ser revisades per altres mans i publicades en aquestes versions no autoritzades de manera que sovint és difícil establir què és l'autèntic Bizet. Fins i tot Carmen es va transformar en format de gran òpera per la substitució del seu diàleg per recitatius escrits per Guiraud i per altres esmenes a la partitura. El món de la música no va reconèixer immediatament a Bizet com a mestre i, a banda de Carmen i la suite L'Arlésienne, poques de les seves obres es van interpretar en els anys immediatament posteriors a la seva mort. Tanmateix, el segle XX va veure un interès creixent. Don Procopio va ser ressuscitat a Montecarlo el 1906; una versió italiana de Les pêcheurs de perles es va representar al Metropolitan Opera de Nova York el 13 de novembre de 1916, amb Caruso en el paper de tenor principal, i des de llavors s'ha convertit en un element bàsic a molts teatres d'òpera. Després de la seva primera actuació a Suïssa el 1935, la Simfonia en Do va entrar al repertori de concerts i ha estat gravada, entre molts altres, per Sir Thomas Beecham. Fragments de La coupe du roi de Thulé, editat per Winton Dean, van ser emesos per la BBC el 12 de juliol de 1955, i Le docteur Miracle va ser reviscut a Londres el 8 de desembre de 1957 pel Park Lane Group. S'han enregistrat Vasco da Gama i Ivan IV, així com nombroses cançons i la música de piano completa.}} Carmen, després de la seva tèbia sèrie inicial de 45 representacions a París, es va convertir en un èxit mundial després de les actuacions a Viena (1875) i Londres (1878). Ha estat aclamada com la primera òpera de l'escola del verisme, en la qual es subratllen temes sòrdids i brutals, amb l'art que reflecteix la vida: no la vida idealitzada sinó la vida tal com es viu.
El crític musical Harold C. Schonberg conjectura que, si Bizet hagués viscut, podria haver revolucionat l'òpera francesa; tal com és, el verisme va ser assumit principalment pels italians, sobretot per Puccini, que, segons Dean, va desenvolupar la idea fins que es va convertir en desgastada. A la seva biografia de Puccini de 1958, Edward Greenfield anomena l'associació de Puccini amb el verisme enganyós, afirmant que va triar els seus temes sobre principis pragmàtics de màxim atractiu per al públic. Bizet no va fundar cap escola específica, tot i que Dean anomena Chabrier i Ravel com a compositors influenciats per ell. Dean també suggereix que la fascinació pels herois tràgics de Bizet —Frédéri a L'Arlésienne, José a Carmen— es reflecteix en les simfonies tardanes de Txaikovski, particularment en si menor Pathetique. Macdonald escriu que el llegat de Bizet està limitat per la brevetat de la seva vida i per les falses sortides i la manca d'enfocament que van persistir fins als seus últims cinc anys. "L'espectacle de les grans obres no escrites, ja sigui perquè Bizet tenia altres distraccions, o perquè ningú li va demanar que les escrivís, o per la seva mort prematura, és infinitament descoratjador, però la brillantor i la individualitat de la seva millor música és inconfusible. Ha enriquit molt un període de la música francesa ja ric en compositors de talent i distinció".
En el cercle familiar de Bizet, el seu pare Adolphe va morir el 1886. El fill de Bizet, Jacques, es va suïcidar el 1922 després d'una infeliç relació amorosa. Jean Reiter, el fill gran de Bizet, va tenir una exitosa carrera com a director de premsa de Le Temps, es va convertir en oficial de la Legió d'Honor i va morir el 1939 als 77 anys. El 1886, Geneviève es va casar amb Émile Straus, un ric advocat; es va convertir en una famosa amfitriona de la societat parisina i una amiga íntima, entre d'altres, de Marcel Proust. Va mostrar poc interès pel llegat musical del seu primer marit, no va fer cap esforç per catalogar els manuscrits de Bizet i en va regalar molts com a records. Va morir el 1926; en el seu testament, va establir un fons per a un premi Georges Bizet, que s'atorgaria anualment a un compositor menor de 40 anys que hagués produït una obra notable durant els cinc anys anteriors. Els guanyadors del premi són Tony Aubin, Jean-Michel Damase, Henri Dutilleux i Jean Martinon.

## Obres

### Òpera i música per a l'escena[1]
- La Maison du docteur, opéra-bouffe (1856)
- Don Procopio, opéra-bouffe (1858-9)
- La Prêtresse, opereta (?1861)
- Les Pêcheurs de perles, òpera (1863)
- L'andalousie òpera (1864)
- Ivan IV, (?1864-5; revisada entre 1864 i 1865)
- La Jolie Fille de Perth, òpera (1866)
- Malbroug s'en va-t-en guerre, en col·laboració amb Isidore Legouix, Léo Delibes i Jonas (1867)
- Noé, òpera de Jacques Fromental Halévy conclosa per Georges Bizet (1869)
- Djamileh, òpera en un acte (1871)
- L'Arlésienne, música incidental (1872)
- Carmen, òpera (1873-4), estrenada l'any 1875, acollida amb fredor pel públic i la crítica, actualment una de les òperes més representades arreu del món.

### Orquestra
- Simfonia en do major (1855)
- Obertura (c.1855)
- Scherzo i Marxa fúnebre (1860-1)
- Sis cants del Rin (1865)
- Marxa fúnebre (1868-9)
- Souvenirs de Rome («Roma») (1860-8 rev. 1871)
- Jeux d'enfants, Orquestració de les peces per a piano a quatre mans núms. 2, 3, 6, 11 i 12 (1871)
- L'Arlésienne, suite núm. 1 (1872; La suite núm. 2 és de Guiraud)
- Patrie, obertura simfònica (1873)

### Música per a piano
- Gran Vals de Concert en Mi bemoll (1854)
- Nocturn en fa major (1854)
- 3 Esbossos Musicals (1858)
- Cants del Rin (1865)
- Variacions Cromàtiques de Concert (1868)
- Nocturn en re major (1868)
- Jeux d'enfants 12 peces, per a duo de pianos o piano a quatre mans (1871)

### Coral
- Vals en sol major per a quatre veus i orquestra (1855)
- La Chanson du Rouet per a un solista i quatre veus (1857)
- Clovis et Clotilde, cantata (1857)
- Te Deum, soprano, tenor, quatre veus i orquestra (1858)
- Vasco de Gama, oda-simfonia (1859-60)
- La Mort s'avance, quatre veus i orquestra (1869)

### Obres
- Vieille Chanson (1865)
- Après l'hiver (1866)
- Feuilles d'Album, 6 cançons (1865)
- Chants des Pyrénees, 6 cançons folklòriques(1867)
- Berceuse (1868)
- La Coccinelle (1868)
- Sérénade: O, quand je dors (1870)
- Absence (1872)
- Chant d'Amour (1872)